# بطحيش سان إغناسيو
بطحيش سان إغناسيو (الاسم العلمي: Cyprinodon bobmilleri) (بالإنجليزية: San Ignacio pupfish)‏ هو نوع من الأسماك يتبع جنس البطحيش من الفصيلة البطحيشية.